# 津軽伝承工芸館
津軽伝承工芸館（つがるでんしょうこうげいかん）は、青森県黒石市にある工芸館である。

## 概要
隣接施設として津軽こけし館がある。

## アクセス
- 東北自動車道 黒石ICから車で約10分。
- 弘南バス 津軽伝承工芸館前下車徒歩3分。